# Trichinella spiralis
Trichinella spiralis es una especie de nematoda de la clase Adenophorea que produce una enfermedad conocida como triquinelosis, triquinosis o triquiniasis.
Puede infectar a cualquier mamífero que ingiera carne cruda de otro mamífero infectado, siendo por tanto frecuente en carnívoros como cánidos, félidos, con menor frecuencia omnívoros como ratas, cerdos y humanos, e incluso herbívoros estrictos como los caballos. A diferencia de otras especies de Trichinella, su alta infectividad en ciertos mamíferos como cerdos, ratas y humanos, permitieron su establecimiento tanto en ciclos parantrópicos o silvestres como en sinantrópicos o domésticos, y su difusión a nivel mundial, siendo por tanto la especie más frecuente en los casos de triquinelosis o triquinosis humana, y también la más patógena.
El adulto hembra mide de 2.2 a 3.5 mm; y el macho de 1.2 a 1.6 mm; las larvas vivíparas miden 100 μm; y los quistes 250-500 μm.

## Causas, incidencia y factores de riesgo
La triquinosis es una enfermedad causada por el consumo de carne mal cocida que contiene quistes de Trichinella spiralis, un parásito que puede encontrarse en la carne de animales como el cerdo, el oso, el zorro, la rata, el caballo y el león.
Los animales salvajes, especialmente los carnívoros (consumidores de carne) u omnívoros (que comen tanto carne como plantas), deben considerarse como fuente potencial de la enfermedad por estos parásitos. Los animales domésticos criados específicamente para la producción de carne, bajo los lineamientos e inspecciones del Departamento de Agricultura de los Estados Unidos (USDA), pueden considerarse seguros.
La triquinosis es una infección común a nivel mundial, pero rara vez se ve en los Estados Unidos gracias a las regulaciones estrictas sobre la alimentación de animales domésticos y a las inspecciones del procesamiento de las carnes.
Cuando una persona come carne de un animal infectado, los quistes de Trichinella incuban en los intestinos y crecen hasta convertirse en nemátodos adultos.
Los nemátodos luego producen su descendencia que migra a través de la pared intestinal hacia el torrente sanguíneo. Estos parásitos tienden a invadir los tejidos musculares, incluyendo el corazón y el diafragma, y también pueden afectar los pulmones y el cerebro.
En los Estados Unidos se presentan cuarenta casos de triquinosis al año aproximadamente.

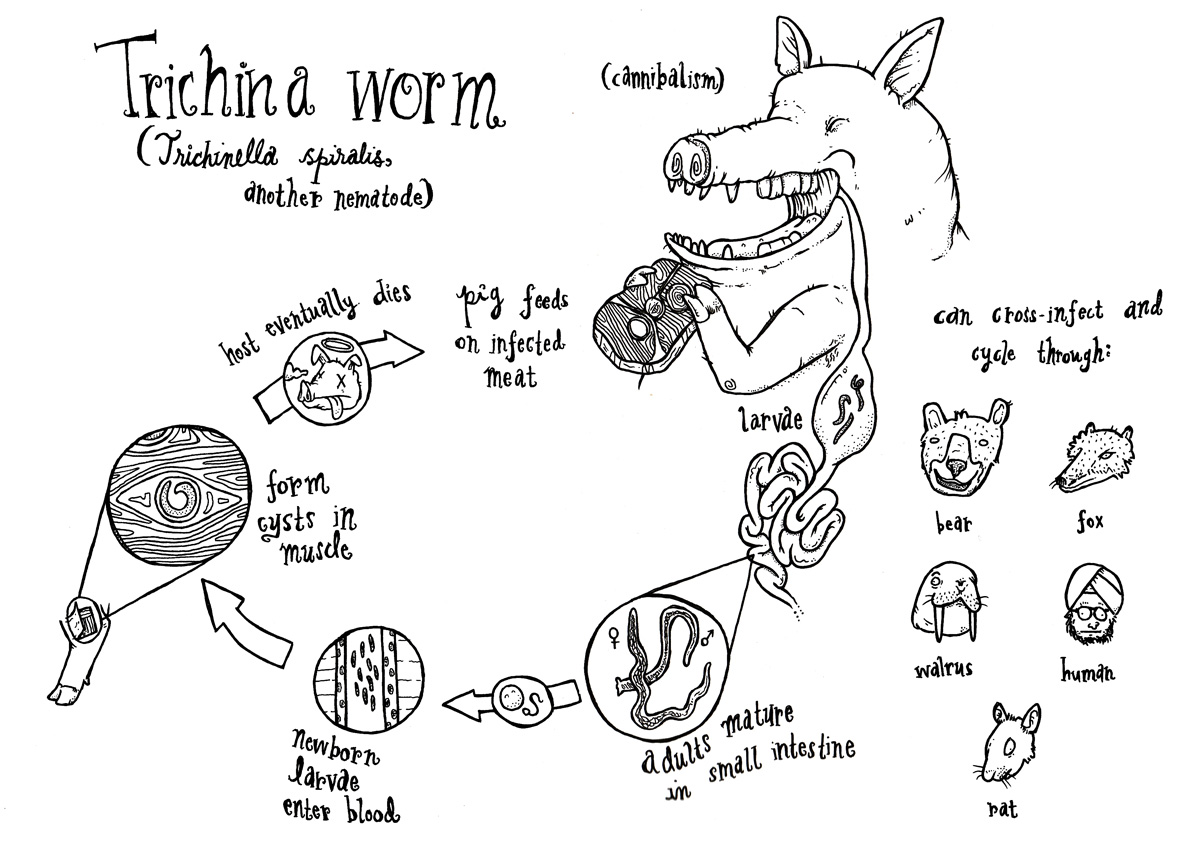
Ciclo de vida de Trichinella spirallis

## Madurez
Los adultos maduran en el intestino delgado de un hospedador como el cerdo. Cada hembra adulto da desoves de larvas que se fijan a la pared intestinal, entran a la sangre y al sistema linfático, y son llevados a tejidos de músculos estriados. Una vez en el músculo, se enquistan, o se encierran en una cápsula de colágeno. 
Las larvas enquistadas en los músculos permanecen viables durante meses o años. Cuando el tejido muscular, mal cocido o crudo (en cecina) es ingerido por un humano, los quistes se digieren en el estómago y las larvas liberadas migran al intestino para comenzar un nuevo ciclo de vida. Los gusanos femeninos de triquina viven cerca de seis semanas y en ese tiempo pasan a larvas. La migración y enquistado de larvas puede causar fiebre, dolor, e incluso la muerte. 
La parasitosis del intestino producida por el nematodo en distintas fases de maduración y el adulto pueden producir manifestaciones clínicas como dolor abdominal, diarreas y vómitos, pero el cuadro clínico puede ser mucho más grave posteriormente tras la migración de las larvas y su establecimiento en el músculo estriado, con manifestaciones tanto locales (mialgias o tetania) como sistémicas (edemas periorbitales o hemorragias debajo de las uñas). Dependiendo de la intensidad de la infección y factores del hospedador como la edad, la infección puede ser asintomática, producir síntomas leves e inespecíficos que se confundan con otras patologías o producir un grave cuadro clínico, ocasionalmente mortal debido a complicaciones cardíacas, pulmonares o cerebrales. Una infección que resulte en una densidad superior a 1000 larvas enquistadas de Trichinella spiralis por gramo de musculatura se considera letal.

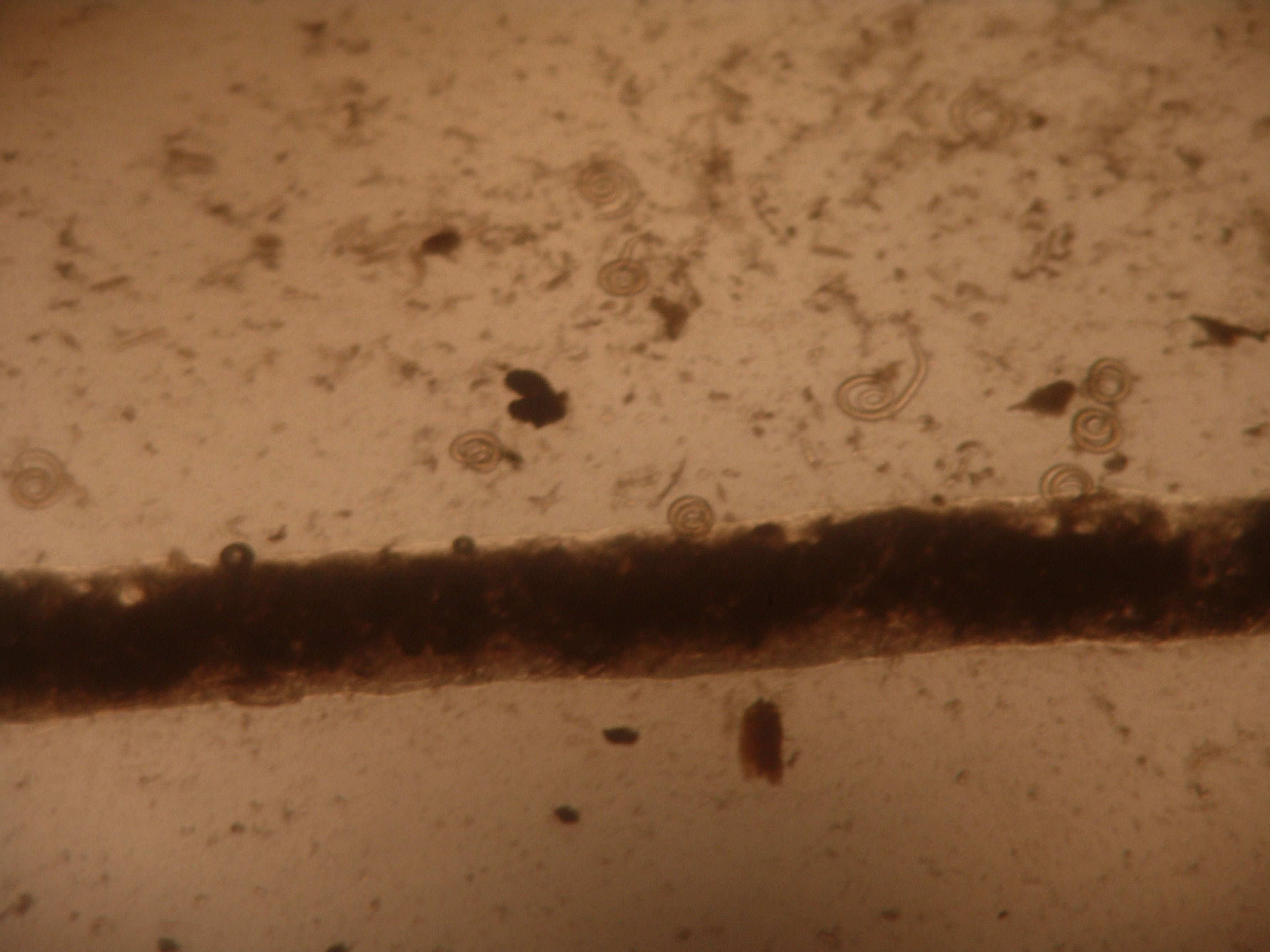
Trichinella spirallis observada en triquinoscopio después de digestión artificial.

## Morfología
Trichinella spiralis es uno de los parásitos intracelulares más grandes, el más grande en seres humanos. Las hembras son de 2,2 mm de longitud y los machos 1,2 mm de largo y son más delgados en la parte anterior que en la parte posterior. El ano es casi terminal y las hembras son dos veces más grandes que los machos. La vulva de las hembras está localizada a la mitad del esófago, casi a un tercio del largo del cuerpo de la parte anterior. En el final posterior, el único útero está lleno de huevos desarrollados y jóvenes en nacimiento.

## Síntomas
La sintomatología dependerá principalmente de la carga parasitaria consumida y de los órganos comprometidos, siendo esta desde inaparente o asintomática a presentar dolor de cabeza, malestar abdominal, cólicos, diarrea, dolor muscular (especialmente al respirar, masticar o al usar músculos largos), fiebre y en algunos casos hipersensibilidad a estímulos visuales y auditivos y puede cursar con edema periorbital, facial y en extremidades.

## Signos y diagnóstico

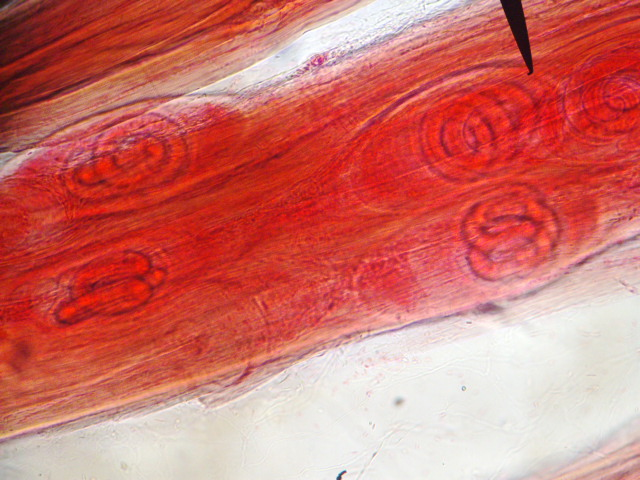
Larva de Trichinella spirallis dentro del músculo diafragma de un cerdo

Los pacientes pueden tener antecedentes de haber consumido carnes mal cocidas. Dosis infectiva mínima (DIM): El hombre necesita ingerir de setenta a trescientas larvas (quistes) para infectarse. Los exámenes para diagnosticar esta afección abarcan:
- Biopsia muscular: 
  - Triquinoscopia  o método de Compresión (observación entre 2 portaobjetos de la muestra).
  - Digestión.
  - Corte histológico.

- Pruebas inmunológicas:
  - IDR Bachman.
  - Floculación.
  - ELISA.

## Tratamiento
El mebendazol o el albendazol se pueden usar para tratar infecciones en los intestinos. De la misma manera, el Tiabendazol puede ser utilizado en estados tempranos de la enfermedad. No hay un tratamiento específico para la triquinosis una vez que las larvas hayan invadido los músculos. Los analgésicos pueden ayudar a aliviar el dolor muscular.

## Expectativas (pronóstico)
La mayoría de las personas con triquinosis son asintomáticas y la infección se resuelve por sí sola. Las infecciones más graves son más difíciles de tratar, especialmente si existe compromiso de los pulmones, del corazón o del cerebro.

## Complicaciones
Cardíacas (arritmias por inflamación del corazón, miocarditis, insuficiencia cardíaca), neurológicas (meningitis,  encefalitis, trastornos visuales o auditivos, convulsiones) o pulmonares (neumonía, pleuritis). La muerte puede ser secundaria a una miocarditis o encefalitis.

## Situaciones que requieren asistencia médica
Se debe buscar asistencia médica si se presentan síntomas que sugieran la presencia de triquinosis y antecedentes recientes de consumo de carne mal cocida o cruda que pudiera haber estado contaminada.

## Prevención
Se puede detectar la presencia o ausencia de Trichinella en una muestra, si la carne se quiere consumir sin cocinarla, pero las carnes no controladas deben cocinarse a una temperatura que garantice su destrucción: a 71 °C durante al menos 1 minuto, a 58 °C durante 3 minutos y a 51 °C durante 4 horas. La congelación no asegura la destrucción de los quistes, ya que algunas especies soportan temperaturas de pocos grados bajo cero por un tiempo variable. Hace falta una temperatura de -37 °C durante al menos 30 minutos, o -32 °C durante 22 horas. A -15º sobrevive 20 días.  El ahumado, la salazón o el secado son ineficaces para prevenir esta infección. 
La radiación también las destruye. 